# وسام 14 أكتوبر
وسام 14 أكتوبر هو أحد الأوسمة الرفيعة في الجمهورية اليمنية،  كان الوسام يعمل به في جمهورية اليمن الديمقراطية الشعبية، وسمي باسم اليوم الوطني فيها، بعد الوحدة اليمنية، أعيد تصميم الوسام، وأعيد العمل به منذ أبريل 1991، بقرار جمهوري.

## اصنافه
يصنف الوسام إلى ثلاث درجات.